# Owando
Owando è una città della Repubblica del Congo settentrionale, capoluogo della regione di Cuvette. La città, che si estende lungo il Kouyou River, possiede un aeroporto internazionale (l'Owando Airport). La popolazione era di 48.642 abitanti nel 2023, data dell'ultimo censimento ufficiale del Paese.
Prima del 1977 il centro abitato era conosciuto come Fort Rousset.
Nel 1955 è stata istituita nella città una diocesi cattolica romana, divenuta arcidiocesi nel 2023.